# Turkse zandmuis
De Turkse zandmuis (Meriones tristrami)  is een zoogdier uit de familie van de Muridae. De wetenschappelijke naam van de soort werd voor het eerst geldig gepubliceerd door Thomas in 1892.